# Günter Spielmeyer
Günter Spielmeyer (* 19. Januar 1925 in Cammin, Pommern; gestorben am 9. März 2022) war ein deutscher Jurist und Richter am Bundessozialgericht.
Spielmeyer beendete seine juristische Ausbildung im Jahre 1954. Er war zunächst Assistent an der Hochschule für Arbeit, Politik und Wirtschaft in Wilhelmshaven, bevor er ab 1955 als wissenschaftlicher Mitarbeiter beim Bundessozialgericht tätig wurde. Im März 1958 wurde er zum Regierungsrat ernannt.
Ab 1961 wurde er als Sozialgerichtsrat am Sozialgericht in Oldenburg tätig und nach vorheriger Abordnung ab 1963 als Landessozialgerichtsrat an das Landessozialgericht Niedersachsen berufen.
Im Juli 1966 nahm Spielmeyer sodann seine Tätigkeit als Richter am Bundessozialgericht auf. Das Präsidium wies ihn zunächst dem für das Kassenarztrecht zuständigen 6. Senat zu. Außerdem war er Mitglied des für die gesetzliche Krankenversicherung zuständigen 3. Senats, ab März 1976 bis Juni 1977 des Unfallversicherungssenats und ab Juli 1977 des für die Angelegenheiten der Rentenversicherung der Arbeiter zuständigen 4. Senats. Im August 1979 wurde er zum Vorsitzenden Richter ernannt und übernahm den Vorsitz des 12. Senats des Gerichts. Spielmeyer trat im Juli 1991 in den Ruhestand.
Günter Spielmeyer wurde anlässlich des Eintritts in den Ruhestand 1991 das Große Verdienstkreuz des Verdienstordens der Bundesrepublik Deutschland verliehen.